# Rhombodera basalis
Rhombodera basalis са вид насекоми на семейство Mantidae. Разпространени са в Малайзия. Те са сравнително едри богомолки с дължина до 120 mm, като мъжките са малко по-дребни и са с размери около 100 mm.